# Chlenias pachymela
Chlenias pachymela là một loài bướm đêm trong họ Geometridae.